# Wilhelm Tell (film fra 1923)
 For alternative betydninger, se Wilhelm Tell (flertydig). (Se også artikler, som begynder med Wilhelm Tell)
Wilhelm Tell er en tysk stumfilm fra 1923 af Rudolf Dworsky og Rudolf Walther-Fein.

## Medvirkende
- Hans Marr som Wilhelm Tell
- Conrad Veidt som Hermann Gessler
- Erich Kaiser-Titz som Albrecht I
- Emil Rameau
- Fritz Kampers som Rudolf the Harra
- Hermann Vallentin
- Josef Peterhans
- Erna Morena som Berta von Bruneck